# Psilodercidae
Psilodercidae es una familia de arañas descrita por primera vez como una subfamilia de Ochyroceratidae por Machado en 1951 y elevada al rango de familia por J. Wunderlich en 2008.

## Géneros
A partir de abril de 2019, el Catálogo mundial de arañas acepta los siguientes géneros, pero está relativamente poco estudiado y puede cambiar a medida que haya más información disponible. En particular, Wunderlick comentó que Psiloderces es demasiado amplio y debería dividirse en grupos más pequeños y distintos.
- Althepus Thorell, 1898
- Flexicrurum Tong & Li, 2007
- Leclercera Deeleman-Reinhold, 1995
- Luzonacera F. Y. Li & S. Q. Li, 2017
- Merizocera Fage, 1912
- Priscaleclercera Wunderlich, 2017
- Psiloderces Simon, 1892
- Qiongocera F. Y. Li & S. Q. Li, 2017
- Relictocera F. Y. Li & S. Q. Li, 2017
- Sinoderces F. Y. Li & S. Q. Li, 2017
- Thaiderces F. Y. Li & S. Q. Li, 2017